# سنت-ایرن، کبک
سَنت-ایرِن (به فرانسوی: Sainte-Irène) قصبه‌ای در منطقه شهری لا ماتاپدیا ناحیه با-سن-لوران در استان کبک کانادا است. در سرشماری سال ۲۰۱۱ این قصبه ۳۰۸ نفر جمعیت داشته‌است و مساحت آن ۱۳۴٫۰۳ کیلومتر مربع است.